# 加夫列尔·埃斯帕萨
加夫列尔·埃斯帕萨（西班牙語：Gabriel Esparza，1973年3月31日—），西班牙男子跆拳道运动员。他曾代表西班牙参加2000年夏季奥林匹克运动会跆拳道比赛，获得男子58公斤级银牌。